# Parantica luciplena
Parantica luciplena är en fjärilsart som beskrevs av Rothschild 1892. Parantica luciplena ingår i släktet Parantica och familjen praktfjärilar. Inga underarter finns listade i Catalogue of Life.